# Marnixstraat 307-315
Marnixstraat 307-315 is een gebouw in Amsterdam-Centrum. Het is via een loopbrug verbonden met Marnixstraat 317.
Het gebouw staat ingeklemd tussen de Marnixstraat, het verlengde van de Bloemgracht en de Lijnbaansgracht. De achtergevel staat direct aan het water van de Lijnbaansgracht. Aan de overzijde van de Marnixstraat staat het befaamde rijksmonument Politiebureau Raampoort, waar een aantal verhalen van Appie Baantjer zich afspeelde en waarnaar de televisieserie Bureau Raampoort was vernoemd.

## Geschiedenis
Marnixstraat 315 werd gebouwd tot onderbrenging van een filiaal van de Stadsbank van Lening. Het ontwerp was daarbij afkomstig van Willem Hamer jr.. Het gebouw dateert van omstreeks 1886 en werd ingedeeld als zijn gebouwd in de stijl van de 19e-eeuwse neorenaissance. Het rond 4 februari 1886 aanbestede pand kostte destijds ongeveer 30.000 gulden. Het was destijds een deftig ogend gebouw (de directeur woonde boven de bank). De aanduiding als bank was opmerkelijk, de ingang van het gebouw was aan de Marnixstraat en vermeldde niet wat daar gevestigd was, de geveltekst van de bank was richting Jordaan, de armenwijk van Amsterdam, geplaatst, dus op de achtergevel.
Het gebouw was te groot voor een bankfiliaal, en in 1939 werd een deel vrijgemaakt voor het "Gemeentelijk Bureau voor Maatschappelijken Steun ten behoeve van de ondersteunde ongeorganiseerde werkloozen". In het najaar van 1944 werd de bank in eerste instantie gesloten vanwege een gebrek aan brandstof, even later gevolgd door een definitieve sluiting. In het gebouw kwam vervolgens de afdeling Buitengewone Maatschappelijke Bijstand, die een jaar later alweer vertrok. Een nieuwe dienst meldde zich: de Gemeentelijke Dienst voor Sociale Zaken. In 1954 leek het doek te vallen voor de vestiging hier, er werd een nieuw kantoor gepland aan de Wibautstraat, maar in 1981 zat de dienst er nog. In de 21e eeuw dient het gebouw tot appartementencomplex.

## Afbeeldingen

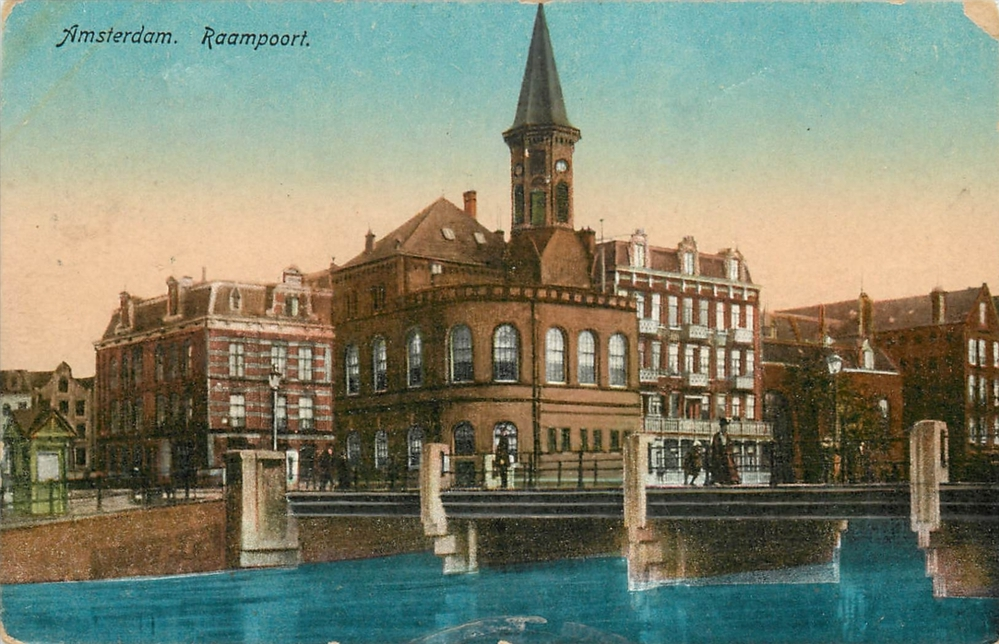
v.l.n.r Stadsbank van Lening, Politiebureau Raampoort en de Raampoortbrug (circa 1900)
Achtergevel (2009)